# Nyctiophylax celta
Nyctiophylax celta là một loài Trichoptera trong họ Polycentropodidae. Chúng phân bố ở miền Tân bắc.